# Chrysocraspeda comptaria
Chrysocraspeda comptaria är en fjärilsart som beskrevs av Swinhoe 1902. Chrysocraspeda comptaria ingår i släktet Chrysocraspeda och familjen mätare. Inga underarter finns listade i Catalogue of Life.